# 1519 az irodalomban

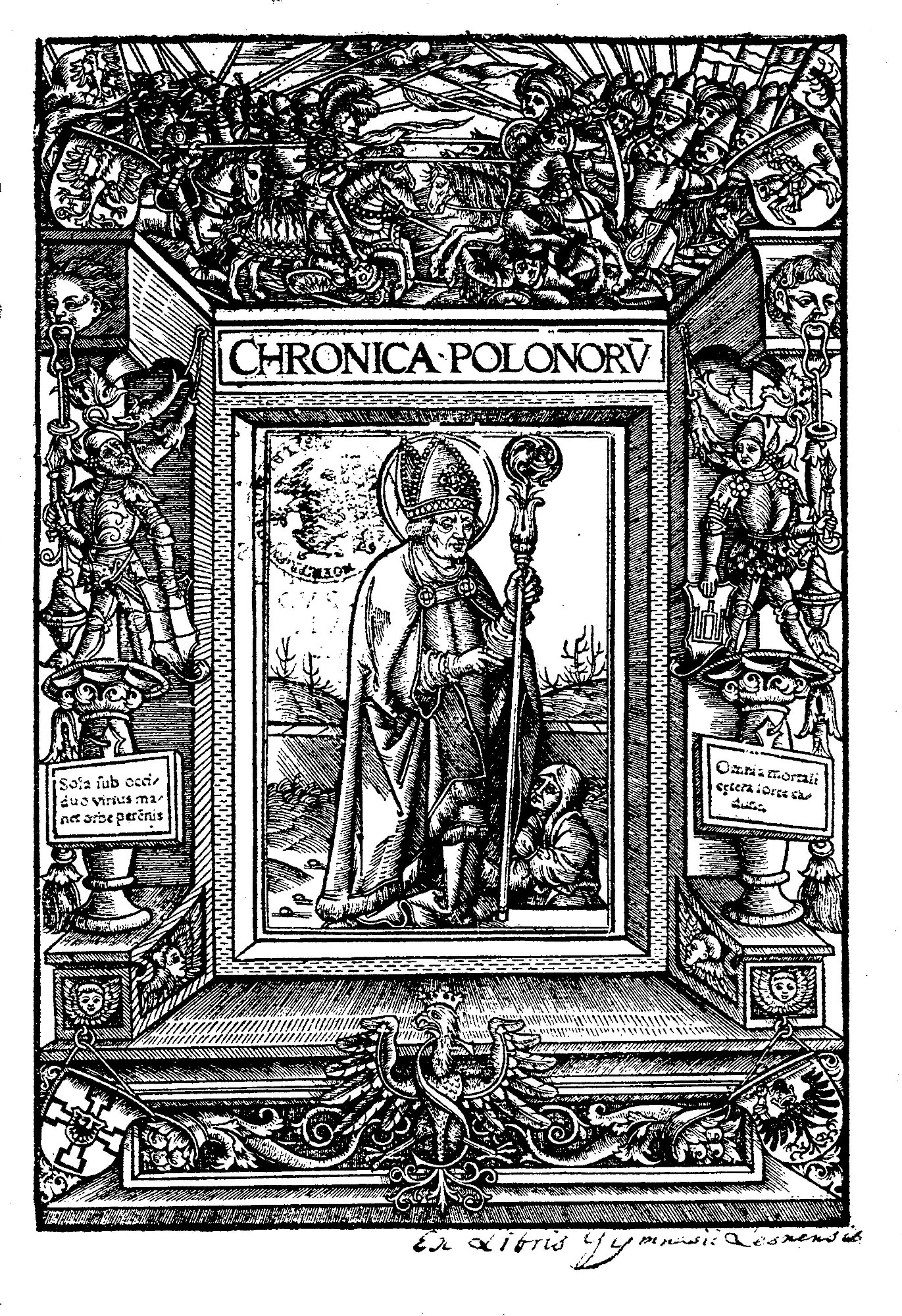
Chronica Polonorum (1521)

Az 1519. év az irodalomban.

## Új művek
- Chronica Polonorum (Kronika polska), Krakkó. Maciej Miechowita lengyel reneszánsz tudós, történetíró latin nyelvű munkája Lengyelország történelméről.
- Stauromachia... latin nyelvű eposz a Dózsa György-féle parasztfelkelésről, Stephanus Taurinus műve

## Születések
- június 24. – Théodore de Bèze svájci teológus, költő,  Kálvin János hivataltársa és utóda a genfi református egyházban († 1605)
- 1519 – Ugolino Martelli itáliai humanista tudós, korának egyik neves költője, katolikus püspök († 1592)

## Halálozások
- május 2. – Leonardo da Vinci itáliai polihisztor, tudós, feltaláló, festő, szobrász, építész, és egyebek mellett író, költő is volt (* 1452)
- Stephanus Taurinus, (eredeti nevén Stephan Stieröchsel), a Stauromachia... című,  eposz szerzője (* 1485 körül)